# Norma Giménez
Pour les articles homonymes, voir Giménez.
Norma Giménez, née le 21 novembre 1930 et morte en septembre 1957, est une actrice argentine de cinéma et de théâtre.
En 1957, elle totalise 24 films. À 27 ans, elle se suicide en se jetant sous un train. Les raisons de son suicide ne sont pas éclaircies.

## Filmographie sélective
- 1949 : De hombre a hombre (es)
- 1950 : Valentina (es)
- 1952 : No abras nunca esa puerta